# كاساكاليندا
كاساكاليندا (بالإيطالية: Casacalenda)‏ هي بلدية في مقاطعة كمبباسة في منطقة مليزة الإيطالية، وتقع على بعد 25 كيلومترًا (16 ميلًا) شمال شرق كمبباسة.